# 舒比內
49°48′5″N 36°22′29″E / 49.80139°N 36.37472°E
舒比內（烏克蘭語：Шубіне）是位於烏克蘭東部的村莊，由哈爾科夫州哈爾科夫區的貝茲柳季夫卡市鎮負責管轄。該村始建於1638年，面積0.25平方公里，海拔高度94米，2001年人口77，人口密度每平方公里308人。